# Cratere Euclides
Euclides è un cratere lunare di 11,8 km situato nella parte sud-occidentale della faccia visibile della Luna, sul bordo orientale dell'Oceanus Procellarum, circa 30 km a est delle montagne Montes Riphaeus.
Presenta una formazione a "ciotola", con un bordo circolare. È circondato da striature di materiale espulso (ejecta) che possiedono un'albedo più alta del mare vicino. Esse si notano quando la luce del sole è alta ed è uno dei punti più chiari della luna.
Il cratere è dedicato al matematico greco Euclide.

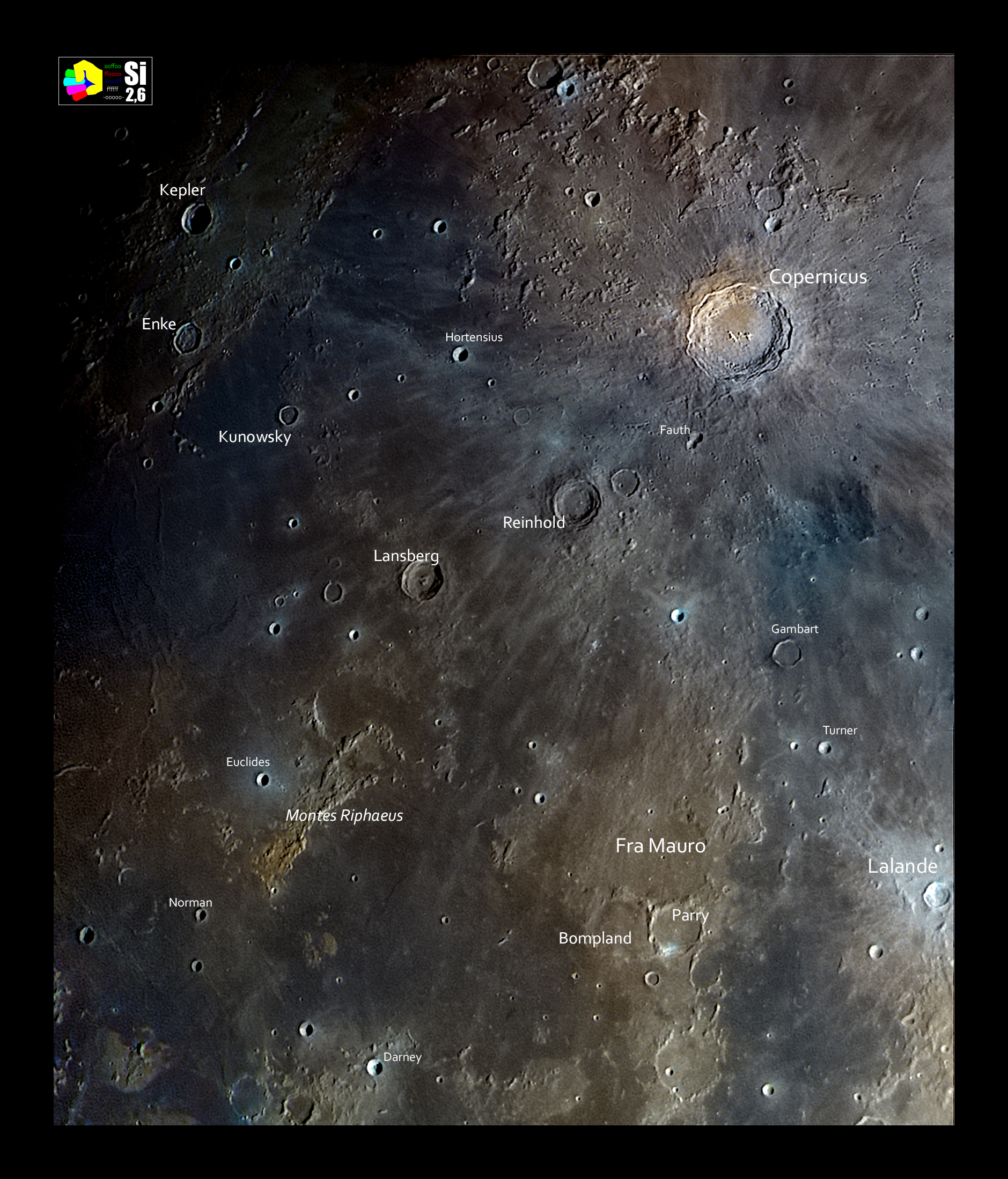
Euclides(a sinistra) in un'Immagine Selenocrocatica (Si)

## Crateri correlati
Alcuni crateri minori situati in prossimità di Euclides sono convenzionalmente identificati, sulle mappe lunari, attraverso una lettera associata al nome.
| Euclides | Coordinate            | Diametro (in km) |
| -------- | --------------------- | ---------------- |
| C        | 13°17′24″S 30°04′48″W | 10,14            |
| D        | 9°24′00″S 25°48′36″W  | 5,78             |
| E        | 6°20′24″S 25°07′48″W  | 3,53             |
| F        | 6°22′12″S 33°43′48″W  | 5,39             |
| J        | 6°28′12″S 28°35′24″W  | 3,4              |
| K        | 4°13′48″S 24°43′12″W  | 6                |
| M        | 10°27′00″S 28°13′48″W | 5,79             |
| P        | 4°31′12″S 27°41′24″W  | 63,82            |

Il cratere Euclides B è stato ridenominato dall'Unione Astronomica Internazionale Norman nel 1976.
Nel 1976 la IAU rinominò il cratere Euclides D in Eppinger in onore del professore di anatomia patologica Hans Eppinger, ma nel 2002, dopo che venne portata a conoscenza del Working Group for Planetary System Nomenclature una connessione tra Eppinger e i campi di concentramento nazisti, avviò un processo di cancellazione del nome ufficializzato nel 2009.